# Anatoliki Mani
Anatoliki Mani (tiếng Hy Lạp: ?) là một khu tự quản ở vùng Peloponnesos, Hy Lạp. Khu tự quản Anatoliki Mani có diện tích 619 km², dân số theo điều tra ngày 18 tháng 3 năm 2001 là 14308 người.